# Cidade Alta
La Cidade Alta es tracta de la part major i més moderna de la ciutat de Salvador, la capital de Bahia. Es connecta a la Cidade Baixa per diverses vies, i, clar, per l'Elevador Lacerda. Els turistes freqüenten la regió especialment al Pelourinho.
Ciutat Alta hi han grans edificis i avingudes amb molt ambient. És considerat el centre econòmic de la ciutat, sofrint amb embussos i superocupació d'autobusos, ja que la construcció del metro local encara no està conclosa. Compte amb centres comercials i el Parc Joventino Silva. Per no haver-hi molt espai, l'expansió de la Ciutat Alta es dona a l'Avinguda Luís Viana Fill, coneguda com a Paral·lela.